# 宍戸元可
宍戸 元可（ししど もとよし）は、安土桃山時代の武将。毛利氏家臣。父は宍戸元秀。

## 生涯
毛利氏家臣である宍戸元秀の六男として生まれ、毛利輝元に仕える。
没年と理由は不明だが、宍戸家の系譜には故あって切腹したと記されている。また、当初の法名も不明だが、後に「芳庵利春」という法名を贈られている。